# Psychoda phalaenoides
Psychoda phalaenoides is een muggensoort uit de familie van de motmuggen (Psychodidae). De wetenschappelijke naam van de soort is gepubliceerd in 1758 door Linnaeus in de tiende editie van Systema naturae.